# یواس‌اس الاکریتی (پی‌جی-۸۷)
یواس‌اس الاکریتی (پی‌جی-۸۷) (به انگلیسی: USS Alacrity (PG-87)) یک کشتی بود که طول آن ۲۰۵ فوت (۶۲ متر) بود. این کشتی در سال ۱۹۴۲ ساخته شد.